# Guillermo Díaz Silva
Guillermo Ricardo Díaz Silva (4 de enero de 1962) es un ingeniero y consultor chileno, expresidente de la estatal Empresa de los Ferrocarriles del Estado (EFE).
Nacido en una familia sencilla sin vínculos con la política, estudió ingeniería civil industrial en la Universidad de Chile, donde fue dirigente estudiantil, Presidente de los estudiantes de su Facultad y de la Fech.
A mediados de 1995, y tras realizar trabajos esporádicos, ingresó a la Coordinación de Concesiones del Ministerio de Obras Públicas (MOP), donde trabajó estrechamente con el coordinador Carlos Cruz, su jefe directo, y con el entonces ministro del ramo Ricardo Lagos.
Tras laborar en la Unidad de Supervisión y Desarrollo de Concesiones, pasó a la División de Operaciones. Con posterioridad viajó a España a realizar un máster en Administración Pública en el Instituto Ortega y Gasset (noviembre de 1998 a junio de 1999).
Al asumir Lagos la Presidencia de la República, fue nombrado secretario regional ministerial de Transportes de la Región Metropolitana (2000-2001). Luego lideró la Comisión Nacional del Medio Ambiente de la Región Metropolitana (2001-2002) y la Subsecretaría de Transportes, participando activamente en la planificación del sistema de transporte Transantiago (2002-2006).
En el gobierno de Michelle Bachelet asumió la presidencia de EFE, cargo al que decidió renunciar en noviembre de 2006.
| Predecesor: Luis Ajenjo Isasi | Presidente de la Empresa de los Ferrocarriles del Estado 20 de abril de 2006 - 30 de noviembre de 2006 | Sucesor: Vicente Domínguez Vial |